# جوشوا بيركنز
جوشوا بيركنز (بالإنجليزية: Joshua Perkins)‏ هو لاعب كرة قدم أمريكية أمريكي، ولد في 5 أغسطس 1993 في كارسون في الولايات المتحدة.

## وصلات خارجية
- جوشوا بيركنز على موقع مرجع كرة القدم المحترفة.كوم (الإنجليزية)